# Ixodes tamaulipas
Ixodes tamaulipas är en fästingart som beskrevs av Glen M. Kohls och Clifford 1966. Ixodes tamaulipas ingår i släktet Ixodes och familjen hårda fästingar. Inga underarter finns listade i Catalogue of Life.